# اوتیسم با عملکرد بالا
اوتیسم با عملکرد بالا (به انگلیسی: High-functioning autism) که با سرواژه HFA نیز شناخته می‌شود، یک طبقه‌بندی درمورد افراد قرارگرفته در طیف اوتیسم است و در آن فرد هیچ ناتوانی ذهنی از خود نشان نمی‌دهد، اما ممکن است در ارتباطات، تشخیص و بیان احساسات و تعامل اجتماعی دچار نقص یا ناتوانی باشد. HFA در DSM-5 انجمن روان‌شناسی آمریکا و در ICD-10 سازمان بهداشت جهانی گنجانده و به رسمیت شناخته نشده‌است؛ زیرا هیچ‌کدام از این دو سازمان اوتیسم را بر اساس توانایی‌های فکری تقسیم نمی‌کنند.